# Philippe Cattiau
Philippe Louis Eugène Cattiau (Saint-Malo, 1892. július 28. – Saint-Malo, 1962. február 18.) olimpiai és világbajnok francia tőr- és párbajtőrvívó.